# Ilha Keppel

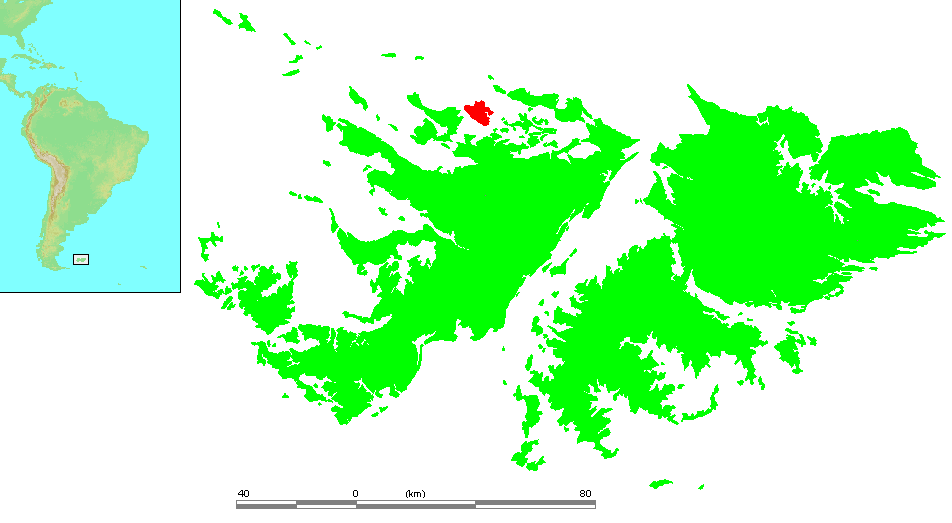
Localização da ilha.

A Ilha Vigia ou Keppel (em inglês:  Keppel Island, em castelhano:  Isla Vigía) é uma ilha do arquipélago das Ilhas Malvinas.
Fica situada entre a Ilha Trinidad e a Ilha Borbón, a norte da ilha Grande Malvina, e a sua área é de cerca de 40 km².
A ilha tem o nome do primeiro Lorde do Almirantado Britânico, o almirante Augustus Keppel.
Hoje é desabitada, mas albergou no passado uma missão.
A principal preocupação ecológica tem a ver com uma grande população de ratos.